# Naufragio del Potho
Il Potho era una nave da carico battente bandiera libanese. Nella notte fra il 14 e il 15 marzo 1962, durante una tempesta, transitando davanti al Monte Conero fu scagliata contro gli scogli delle Due Sorelle.

## Il naufragio e il soccorso
Trascinato dalle correnti, il Potho si scontrò con i due faraglioni e si spezzò in due tronconi, di cui quello di prua arenatosi e l'altro affondato.
Il primo soccorso fu possibile solo grazie al guardiano della cava retrostante la spiaggia, Raimondo Barbadoro, che sebbene invalido andò a chiedere aiuto al fratello Cesare risalendo il monte Conero per l'unica via, l'impervio Passo del Lupo. I due, con l'aiuto di due nipoti, furono gli unici che nelle prime 24 ore diedero soccorso ai naufraghi, ostacolati tra l'altro dalla tempesta prima e poi da una straordinaria precipitazione nevosa. L'unica fortuna fu il rifugio del guardiano della cava che con una stufa a carbone permise ai superstiti di asciugarsi e scaldarsi, e di mangiare qualcosa al riparo.
La mattina del 16 marzo giunsero finalmente i rinforzi, fino a quel momento bloccati dal maltempo. Erano in gran parte volontari, con vestiti, viveri e funi che permettessero ai naufraghi stremati di risalire in sicurezza il sentiero. Un ferito grave fu recuperato nel pomeriggio via mare.
Dei 21 uomini del Potho solo 11 furono tratti in salvo. Cesare Barbadoro fu insignito della medaglia di bronzo al valor civile.

## Ricostruzione degli eventi
La vicenda è stata ricostruita in dettaglio dal protagonista nel 1996, in un testo curato dal sirolese Bruno Bambozzi, mentre il suo concittadino Amedeo Spadari si è occupato di raccogliere documentazione anche fotografica sull'incidente e sulla nave.

## Il relitto
Attualmente i pochi resti del relitto del Potho sono meta di turismo subacqueo, offrendo ormai rifugio alla fauna marina del luogo a meno di 14 metri di profondità. Sebbene lo scafo sia andato distrutto, tra i resti del fasciame sono ancora distinguibili parti delle caldaie, i verricelli, la grande elica e un albero.

## Galleria d'immagini

Il troncone di prua arenato.
Il troncone di prua arenato.
Il carico del Potho, legname ora accatastato sulla spiaggia Urbani di Sirolo.
Il carico del Potho sulla spiaggia Urbani.
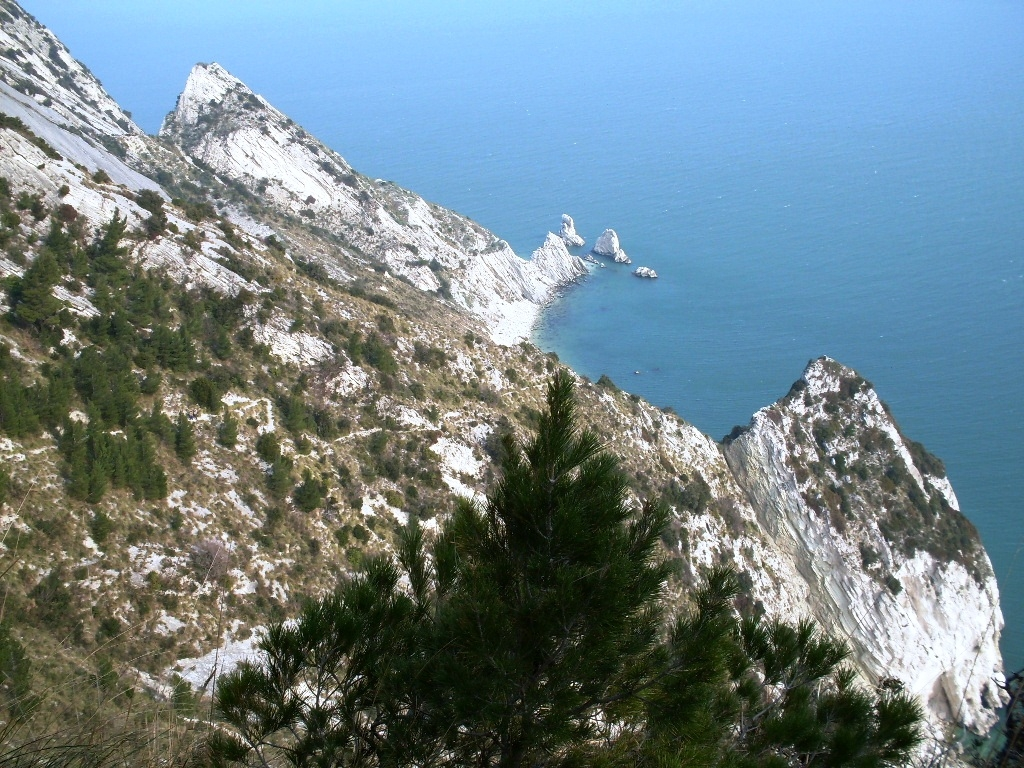
Gli scogli delle Due Sorelle viste dal Passo del Lupo. La cava era sulla spiaggia a nord, non visibile nell'immagine.